# Hymn Wyspy Man
Isle of Man National Anthem (Hymn Narodowy Wyspy Man, manx: Arrane Ashoonagh dy Vannin) to utwór, którego słowa i melodię stworzył William Henry Gill (1839-1923), a na manx przełożył John Joseph Kneen (1873-1939). Utwór składa się z ośmiu zwrotek, ale śpiewane są zazwyczaj tylko pierwsza i ostatnia. Oficjalnie Tynwald przyjął hymn 22 stycznia 2003 roku. God Save the Queen pozostał hymnem królewskim.

## Słowa
w języku angielskim
O land of our birth,

O gem of God's earth,

O Island so strong and so fair;

Built firm as Barrule,

Thy Throne of Home Rule

Make us free as thy sweet mountain air.

Ye sons of the soil,

In hardship and toil,

That plough both the land and the sea,

Take heart while you can,

And think of the Man

Who toiled by the Lake Galilee.

When fierce tempests smote

That frail little boat,

They ceased at His gentle command;

Despite all our fear,

The Saviour is near

To safeguard our dear Fatherland.

Let storm-winds rejoice,

And lift up their voice,

No danger our homes can befall;

Our green hills and rocks

Encircle our flocks,

And keep out the sea like a wall.

Our Island, thus blest, No foe can molest;

Our grain and our fish shall increase;

From battle and sword Protecteth the Lord,

And crowneth our nation with peace.

Then let us rejoice

With heart, soul and voice,

And in The Lord's promise confide;

That each single hour

We trust in His power,

No evil our souls can betide.
w języku manx
O Halloo nyn ghooie,

O' Ch'liegeen ny s'bwaaie

Ry gheddyn er ooir aalin Yee,

Ta dt' Ardstoyl Reill Thie

Myr Barrool er py hoie

Dy reayl shin ayns seyrsnys as shee.

Tra Gorree yn Dane

Haink er traie ec y Lhane

Son Ree Mannin v'eh er ny reih

'S va creenaght veih Heose

Er ny chur huggey neose

Dy reill harrin lesh cairys as graih

Ren nyn ayryn g'imraa

Va Nooghyn shenn traa

Yn Sushtal dy Hee fockley magh

Shegin yeearree peccoil

Myr far aileyn Vaal,

Ve er ny chur mow son dy bragh.

Vec ooasle yn Theihll

Ayns creoighys tooilleil

Ta traaue ooir as faarkey, Gow cree

Ny jarrood yn fer mie

Ta coadey 'n lught-thie

Ren tooilleil liorish Logh Galilee.

D'eiyr yn sterrm noon as noal

Yn baatey beg moal

Fo-harey hug Eh geay as keayn

Trooid ooilley nyn ghaue

Ta'n Saualtagh ec laue

Dy choadey nyn Vannin veg veen.

Lhig dorrinyn bra

Troggal seose nyn goraa

As brishey magh ayns ard arrane

Ta nyn groink aalin glass

Yn vooir cummal ass

As coadey lught-thie as shioltane.

Nyn Ellan fo-hee

Cha boir noidyn ee

Dy bishee nyn eeastyn as grain

Nee'n Chiarn shin y reayll

Voish strieughyn yn theihll

As crooinnagh lesh shee 'n ashoon ain.

Lhig dooin boggoil bee,

Lesh annym as cree,

As croghey er gialdyn yn Chiarn;

Dy vodmayd dagh oor,

Treish teil er e phooar,

Dagh olk ass nyn anmeenyn 'hayrn.